# Johanniskrautgewächse
Die Johanniskrautgewächse oder Hartheugewächse (Hypericaceae) sind eine Pflanzenfamilie in der Ordnung der Malpighienartigen (Malpighiales).

## Beschreibung

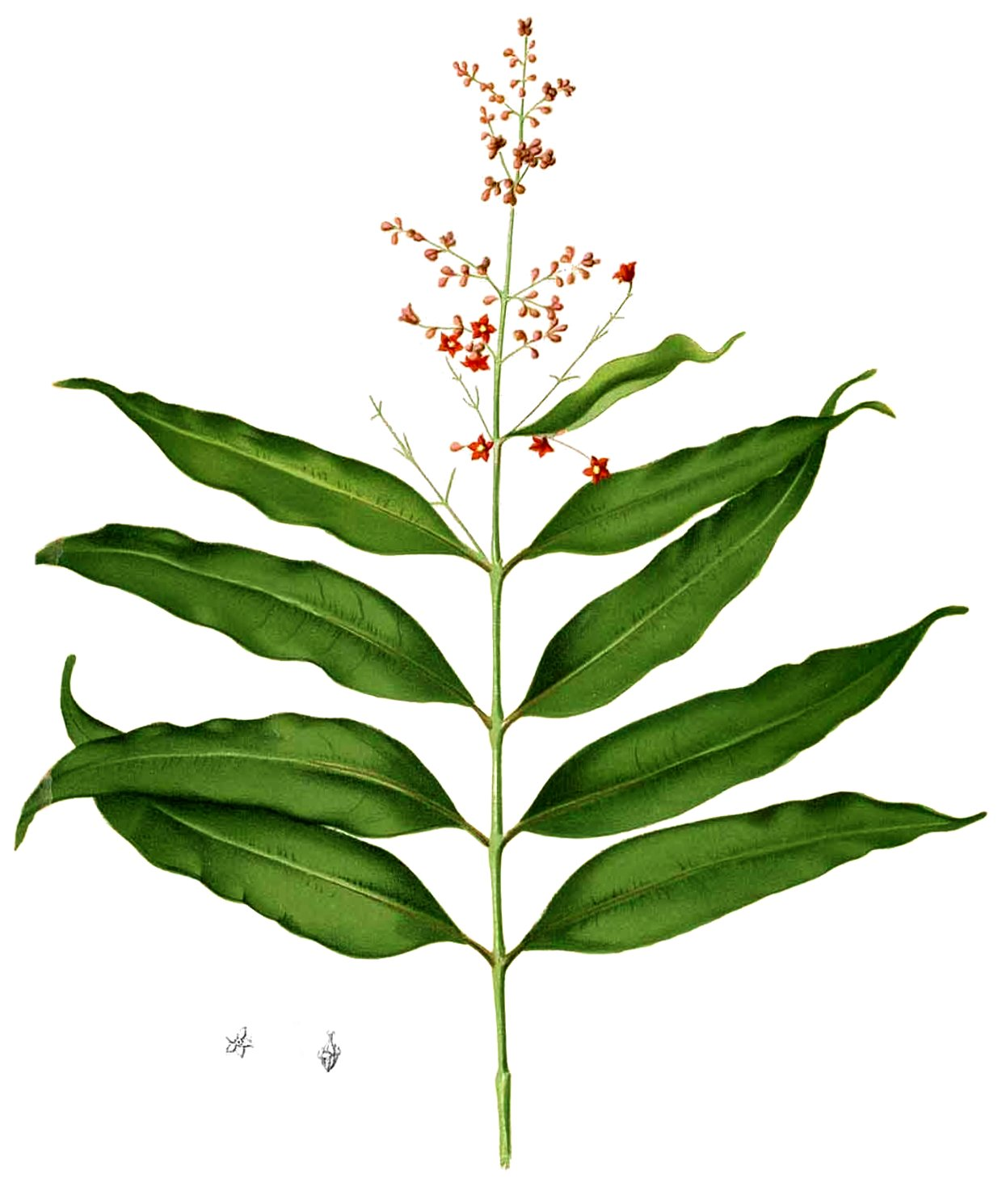
Illustration von Cratoxylum sumatranum

### Vegetative Merkmale
Unter den Johanniskrautgewächsen existieren Bäume, Sträucher, ausdauernde oder einjährige krautige Pflanzen und selten auch Lianen. Die Pflanzen sind nicht bewehrt, unbehaart oder mit einfachen, stern- oder baumförmigen Trichomen besetzt, die verschiedenartige Sekrete durch schizogene (durch Spaltung entstandene) Kanäle und Kammern absondern. Die Laubblätter stehen gegenständig, kreuzgegenständig, oder selten in den oberen Teilen der Pflanze wechselständig. Sie sind einfach, ganzrandig oder drüsenrandig und stehen aufsitzend oder an Blattstielen. Oftmals weisen sie durchscheinende drüsige Punkte oder Linien, oder schwarze oder rote drüsige Punkte auf. Nebenblätter werden nicht ausgebildet, jedoch ist oftmals eine zwischen den Blättern stehende Rippe ausgebildet.

### Blütenstände und Blüten
Die Blütenstände stehen endständig, gelegentlich zusätzlich auch achselständig, nur selten ausschließlich achselständig oder stammblütig. Sie sind zymos bis Thyrsusartig oder traubig und enthalten ein bis viele Blüten. Hoch- und Vorblätter sind zumindest anfänglich vorhanden, oftmals sind sie zu einem Absatz reduziert.
Die zwittrigen, radiärsymmetrischen Blüten sind rad- bis becherförmig oder pseudoröhrenförmig. Es werden entweder fünf Kelchblätter gebildet, die eine dachige Knospendeckung aufweisen oder vier Kelchblätter mit kreuzender Knospendeckung. Sie stehen frei oder sind verwachsen; sind ganzrandig oder mit unterschiedlich geteiltem Rand versehen. Oftmals sind sie drüsig, die Drüsen gleichen denen der Laubblätter und sind meist eher linear als in punktförmigen Gruppen angeordnet. Der Kelch bleibt nahezu immer an der Frucht bestehen. Die Krone besteht aus fünf (nur selten vier) Kronblättern, die frei stehen und sich überlappen und mit den Kelchblättern alternieren. Sie sind ganzrandig oder mit unterschiedlich geteiltem Rand versehen. Auch sie sind oftmals mit Drüsen besetzt, die denen der Laubblätter ähneln. An der Basis wird manchmal ein Nektar produzierender Anhang ausgebildet, der unbehaart oder an der Basis zottig behaart und ausdauernd oder abfallend ist. Die Staubblätter stehen in fünf (gelegentlich vier) Staubblattbündeln vor den Kronblättern. Jedes Bündel steht frei oder ist in unterschiedlichen Formen mit den anderen verwachsen und besteht aus einem bis vielen Staubblättern. Die Staubfäden der einzelnen Staubblätter sind ebenfalls unterschiedlich miteinander verwachsen oder scheinen frei zu stehen. Der freistehende Teil der Staubfäden ist schlank. Die Staubbeutel sind klein, dorsal fixiert, eine Drüse steht für gewöhnlich am Abschluss des Konnektivgewebes. Die beiden Theka stehen parallel, sie öffnen sich longitudinal. Es können drei oder fünf Bündel aus sterilen Staubblättern existieren, wenn sie vorhanden sind, stehen sie alternierend mit den sterilen Staubblattbündeln. Ein einzelner Fruchtknoten steht oberständig, ist drei- bis fünflappig oder einlappig mit zwei bis fünf Teil-Plazenten, in jeder Plazenta befinden sich eine bis viele Samenanlagen, die anatrop (gegenläufig) horizontal oder aufsteigend angeordnet sind. Die drei bis fünf (seltener zwei) Griffel können gleichgriffelig oder mit zwei verschiedenen Griffelformen ausgebildet sein. Sie sind freistehend oder verwachsen, länglich und schlank, die Narben sind punktförmig oder breit köpfchenförmig, nur selten zweigespalten.

### Früchte und Samen
Es werden entweder scheidewandspaltig oder fachspaltig aufspringende Kapselfrüchte oder Beeren, seltener Steinfrüchte mit fünf Kernen gebildet. Die Samen stehen einzeln bis zu vielen an den Plazenten, die Samenschale ist oftmals genarbt oder drüsig gepunktet, manchmal geflügelt oder gekielt. Sie besitzen kein Endosperm, der Embryo ist zylindrisch, gerade oder gebogen, die Kotyledonen sind länger bis kürzer als das Hypocotyl, sie sind gerade oder selten  zusammengerollt.

## Systematik

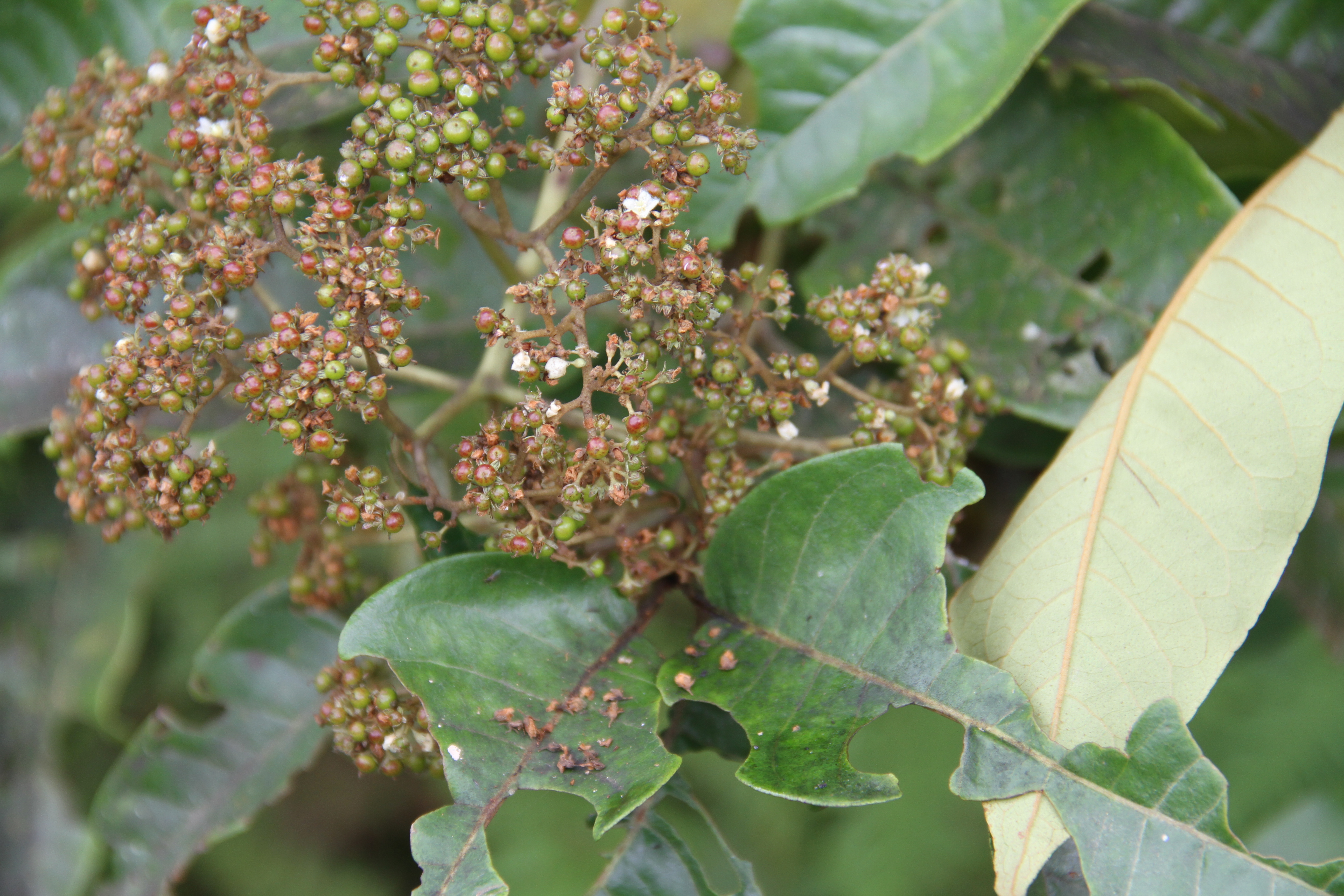
Harungana madagascariensis

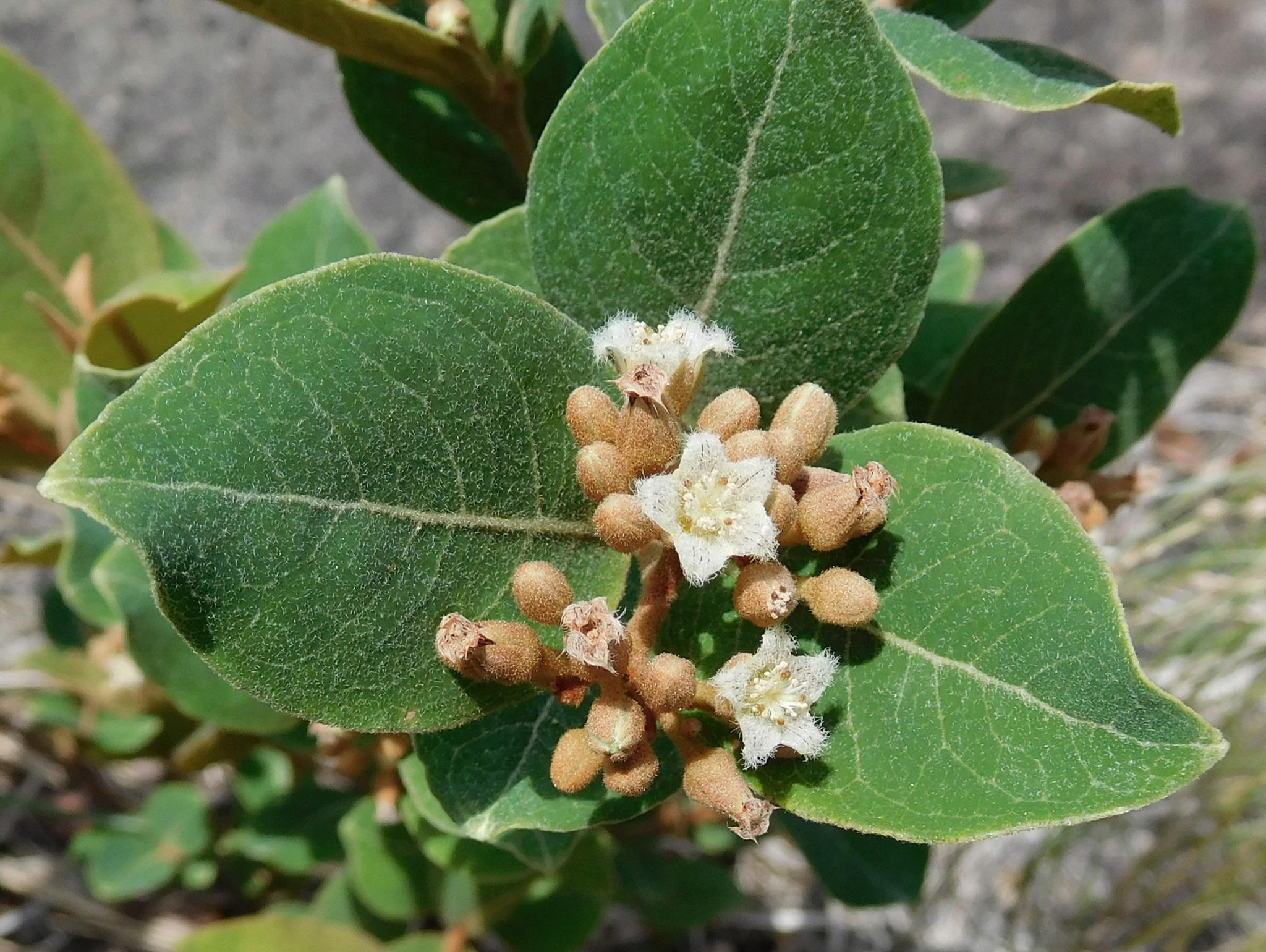
Psorospermum febrifugum

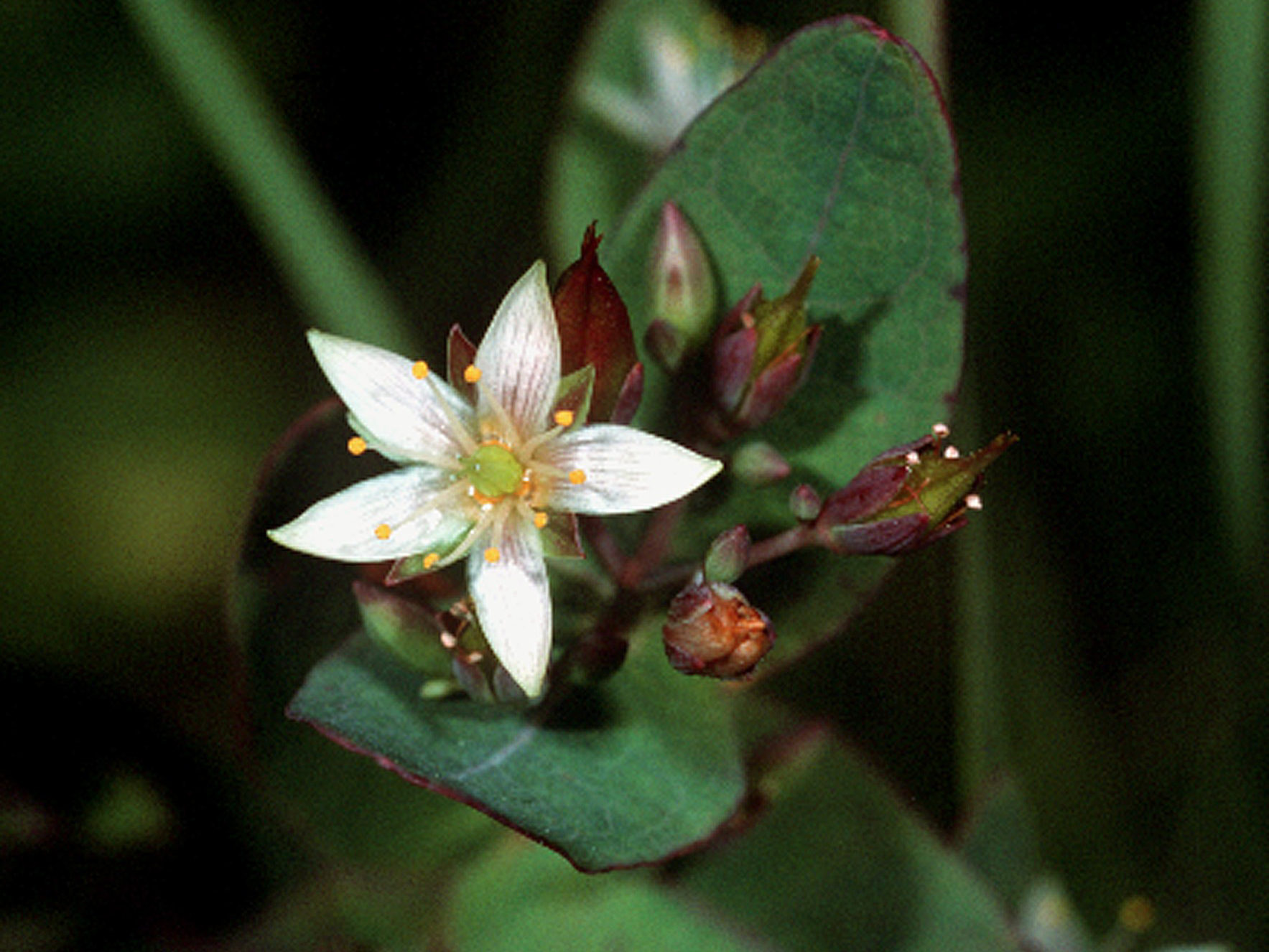
Triadenum virginicum

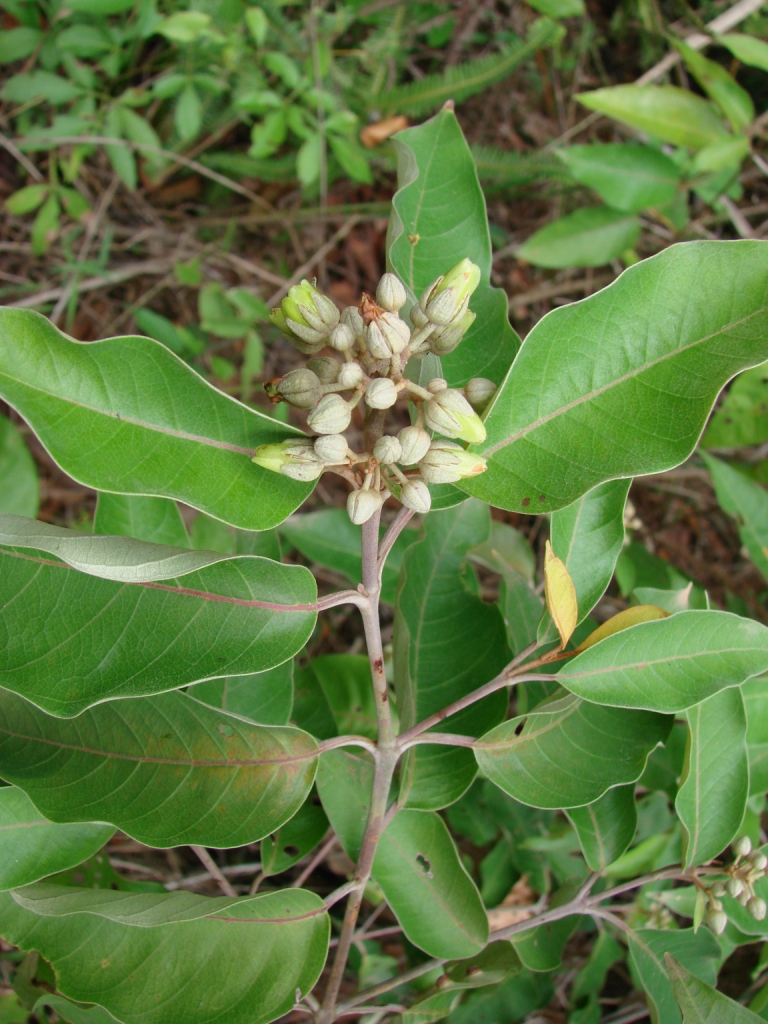
Vismia guianensis

Die Familie Hypericaceae wurde 1789 von Antoine Laurent de Jussieu in Genera Plantarum, Seite 254 aufgestellt. Ein Synonym für Hypericaceae Juss. ist Ascyraceae Plenck. Die zeitweise Eingliederung der Gattungen dieser Familie in die Familie der Clusiaceae wird unter anderem bei Wurdack at al. 2009 und APG III nicht bestätigt.
Die Familie Hypericaceae wird gliedert in die Tribus:
- Tribus Vismieae Choisy (Chromosomengrundzahl n = 10): Sie enthält drei Gattungen mit etwa 100 Arten (Vismia etwa 55 Arten, Harungana und Psorospermum mit etwa 40 Arten), die in Südamerika, Afrika und Madagaskar verbreitet sind.[3]
- Tribus Cratoxyleae Benth. & Hook.f. (Chromosomengrundzahl n = 7): Sie enthält zwei[3] oder drei Gattungen (Cratoxylum, Eliea, Triadenum) mit etwa sieben Arten in Madagaskar, im tropischen Südostasien und westlichen Malesien.[3]
- Tribus Hypericeae Choisy: Sie enthält eine[3] bis drei Gattungen (Hypericum, Thornea, Lianthus).

Die Stellung der Arten der Gattung Thornea wird kontrovers diskutiert.
Zur Familie der Johanniskrautgewächse (Hypericaceae) gehören je nach Autor sechs bis zehn Gattungen mit 500 bis 700 Arten:
- Cratoxylum Blume: Die etwa sechs Arten sind in Indomalesien verbreitet.[4] Darunter:
  - Cratoxylum arborescens (Vahl) Blume: Sie kommt in Südostasien vor.
- Eliea Cambess. (Syn.: Eliaea Cambess. orth. var.): Sie enthält nur eine Art:
  - Eliea articulata Cambess.: Sie kommt in Madagaskar vor.[4]
- Harungana Lam.: Die etwa drei Arten sind in Afrika und Madagaskar verbreitet.[4]
  - Harungana madagascariensis Lam. ex Poir.: Aus West-, Zentral- und Ostafrika sowie Madagaskar.
- Johanniskräuter oder Hartheu (Hypericum L., Ascyrum L., Crookea Small, Sanidophyllum Small, Sarothra L.): Die etwa 490 Arten sind fast weltweit verbreitet.[4]
- Lianthus N.Robson (manchmal in Hypericum): Sie enthält nur eine Art:
  - Lianthus ellipticifolius (H.L.Li) N.Robson: Dieser Endemit gedeiht nur auf Grashängen am Dulong Jiang-Nu-Jiang-Hauptkamm in Höhenlagen von 1800 bis 2200 Metern nur im nordwestlichen Yunnan.[5]
- Psorospermum Spach: Die 40 bis 45 Arten sind im tropischen Afrika und in Madagaskar verbreitet.[4]
- Santomasia N.Robson: Sie enthält nur eine Art:
  - Santomasia steyermarkii (Standl.) N.Robson: Sie ist von Mexiko bis Guatemala verbreitet.[4]
- Thornea Breedlove & E.M.McClint.: Die nur zwei Arten sind von Mexiko bis Guatemala verbreitet.[4] Sie werden von einzelnen Autoren zur Gattung Hypericum gestellt.[4] Dies wird kontrovers diskutiert.
- Triadenum Raf.: Die sechs Arten sind in Ostasien und im östlichen Nordamerika verbreitet.[4]
- Vismia Vand.: Die etwa 57 Arten sind in der Neuen Welt und Afrika verbreitet.[4]

## Weiterführende Literatur
- Norman K. B. Robson: Hypericaceae Jussieu. In: Flora of North America Editorial Committee (Hrsg.): Flora of North America North of Mexico, Volume 6: Magnoliophyta: Cucurbitaceae to Droserceae. Oxford University Press, New York u. a. 2015, ISBN 978-0-19-534027-3. textgleich online wie gedrucktes Werk.
- Nicolai M. Nürk, S. Madriñán, M. A. Carine, M. W. Chase, F. R. Blattner: Molecular phylogenetics and morphological evolution of St. John's wort (Hypericum; Hypericaceae). In: Mol. Phylogen. Evol., Volume 66, Issue 1, 2013, S. 1–16.
- Nicolai M. Nürk: Phylogenetic analyses in St. John’s wort (Hypericum) – Inferring character evolution and historical biogeography. Ph.D. Thesis. FU Berlin, Berlin, 2011.
- Nicolai M. Nürk, F. R. Blattner: Cladistic analysis of morphological characters in Hypericum (Hypericaceae). In: Taxon, Volume 59, Issue 5, 2010, S. 1495–1507.

- Karte mit allen verlinkten Seiten:
- OSM |
- WikiMap